# Стрикчан
Стрикчан или Стригичани (на албански: Strikçan) е село в Албания, в община Булкиза (Булчица), административна област Дебър.

## География
Селото е разположено в областта Грика Маде.

## История
На Етнографската карта на Битолския вилает на Картографския институт в София от 1901 година Стригочан е чисто албанско село в Дебърската каза на Дебърския санджак със 120 къщи.
След Балканската война в 1912 година селото попада в Албания.
В 1915 година, по време на Първата световна война, селото е анексирано от Царство България. Към 1 март 1916 година Страгичани е част от Горицката община на българската Дебърска околия.
До 2015 година е част от община Зерчан.